# 카와노 타케토시
카와노 타케토시(일본어: 川野剛稔, 3월 19일 ~ ) 일본의 남자 성우다. 81프로듀스로 가고시마현이다. 키는 170cm다.